# Pourtamai Guiziga
Pourtamai Guiziga (ou Pourtamai B) est une localité du Cameroun située dans l'arrondissement de Gazawa, le département du Diamaré et la Région de l'Extrême-Nord (Cameroun).

## Population
En 1975, la localité comptait 175 habitants, des Guiziga.
Lors du recensement de 2005, on y a dénombré 424 personnes.